# Mátyás József
Mátyás József (Csíkszentmárton, 1930. június 27. – Déva, 2002. január 14.) festőművész, grafikus.

## Élete
A Csíkszentmártonhoz tartozó Csíkcsekefalván született. A csíkszeredai gimnáziumban (1941–1950), majd Kolozsvárott, a Ion Andreescu Képzőművészeti Intézetben (1950–1956) tanult. Mesterei: Abodi Nagy Béla, Andrásy Zoltán.
1956 óta tagja a Romániai Képzőművészek Szövetségének. 
A bányavidéki Petrozsényben telepedett le, vezetője lett a Zsilvölgyi művésztelepnek. A Zsilvölgyi Művésztelep 1955-ben jött létre, két-három kolozsvári évfolyam végzettjeiből, s nagyjából másfél évtizeden át együtt maradt.
1957 nyarán feleségül vette Geier Juditot. Házasságukból két gyermek született: Annamária és László István.
1971-ben a művészeti központ vezetőjeként Dévára költözött. Fametszeteket, festményeket alkot, 1990-ig középiskolai rajztanár. A Barabás Miklós Céh tagja. 1956-tól kiállító művész.

## Munkássága
Festészetében az expresszionizmus eredményeit hasznosította. Valamennyi műve a balladák világára emlékeztet. Élénk színfoltokból a magyar népmesék és az egyetemes mondavilág alakjai bukkannak elő.
Egyéni kiállításain kívül számos országos és külföldi tárlaton szerepeltek alkotásai.
Aktív tagja volt a hortobágyi, a zalaegerszegi, rezi és a gyergyószárhegyi alkotótáboroknak.
Alkotásai megtalálhatók magángyűjteményekben, valamint Magyarország, Románia, Franciaország, Finnország, Németország, Japán, Hollandia, Kanada, Svédország és az Egyesült Államok múzeumaiban.
2022 januárjában, halálának 20. évfordulóján "Tiszta álmok művészete" címmel életmű-kiállítása nyílt meg Szolnokon, az Aba-Novák Kulturális Központban. A kiállítás megnyitóján bemutatták a "Mátyás József 1930 – 2002" címmel megjelent monográfiát, a szerző Gazda József részvételével.

### Egyéni kiállítások
- Nagybánya: 1958
- Csíkszereda: 1967, 1992 – Megyei Múzeum Mikó vár, 2000 – Kriterion Ház kiállítóterme, 2012 – Csíki Székely Múzeum Kossuth utcai galériája
- Déva: 1973, 1975, 1979, 1982, 1987, 1995, 1998, 2000 – Melite Ház, 2002 – emlékkiállítás
- Arad: 1973
- Temesvár: 1975
- Brassó: 1976
- Debrecen: 1993
- Törökszentmiklós: 1993
- Csíkszentmárton: 1996
- Kolozsvár: 1999 – Barabás Miklós Céh Országos Kiállítása
- Gyergyószentmiklós: 2001 – pro Art Galéria
- Székelykeresztúr: 2001 – Molnár István Múzeum
- Kézdivásárhely: 2002 – Céhtörténeti Múzeum
- Sepsiszentgyörgy: 2002 – Gyárfás Jenő Képtár
- Szolnok: 1993, 2003 – Városi Művelődési és Zenei Központ kiállítóterme, 2009 – Damjanich János Múzeum
- Szolnok: 2022 – Aba-Novák Kulturális Központ
- Déva: 2022 – Forma Művészeti Galéria

### Kiemelt csoportos kiállítások
- 1958 – Moszkva
- 1959 – Jugoszlávia, Riga
- 1960 – XXX. Velencei biennálé
- 1960 – Helsinki
- 1961 – Moszkva, Torino, Genf
- 1969 – Torino
- 1979 – Buenos Aires, Beijing
- 1980 – Besztercebányai Grafikai Biennálé (Csehszlovákia)
- 1981 – Hivinkaa Finnország
- 1982 – Ferrara
- 1989 – Schwetzingen (Németország)
- 1993 – Erdélyi Őszi Tárlat, Vármegye Galéria, Budapest
- 2001 – Határok nélkül, Vármegye Galéria, Budapest
- 2002 – „Felezőidő”- Romániai magyar művészet 1965-75, Ernst Múzeum, Budapest

### Állandó kiállítás
1996-tól Csíkszentmártonban. A kiállítás teljes anyagát (38 alkotást) a művész szülőfalujának adományozta. Megtekinthető a Csíkszentmártoni Kulturális Központban.

### Monumentális alkotások
- 1967 – Petrozsény Bányászati Intézet – mozaik
- 1972 – Brád 1. sz . Általános Iskola – mozaik
- 1995 – Hajdúhadház: "Balmazújvárosi ballada" – pannó olajfestmény
- 1997 – Debrecen: "A magyarok Mózese" – pannó olajfestmény

### Díjak
- 1958-ban kitüntették a Romániai Képzőművészek Szövetsége grafikai I. díjával
- 1968-ban a Romániai Képzőművészek Szövetségének a monumentális művészetért járó II. (csoport) díjával
- 1980-ban a Besztercebányai Grafikai Biennálé díjával
- 1999-ben Zalaegerszegen képzőművészeti alkotói díjjal
- 1999-től Déva városának díszpolgára
- Nevét viseli Déván a képzőművészek alkotóháza [3]

## Mátyás József alkotótábor
A művész emlékére szülőfalujában évente alkotótábort rendeznek a Szentmárton Alapítvány és a Csíkszentmártoni Polgármesteri Hivatal szervezésében. Az alkotótábor kiállítással ér véget.